# ريان توماس (مقاتل)
ريان توماس (بالإنجليزية: Ryan Thomas)‏ هو فنان قتال مختلط أمريكي، ولد في 5 نوفمبر 1984 في دانفيل في الولايات المتحدة.

## وصلات خارجية
- ريان توماس على موقع يو إف سي (الإنجليزية)
- ريان توماس على موقع بيلاتور (الإنجليزية)
- ريان توماس على موقع شيردوغ (الإنجليزية)
- ريان توماس على موقع IMDb (الإنجليزية)
- ريان توماس على موقع IMDb (الإنجليزية)